# 네트워크 부팅
네트워크 부팅은 컴퓨터가 자신이 속한 컴퓨터 네트워크 상에서 부팅할 수 있는 환경을 가리킨다. 이러한 상황에서 운영 체제는 서버의 디스크에 이미 저장이 되어있고, 그 저장된 것의 특정한 부분이 트리비얼 파일 전송 프로토콜(TFTP)과 같은 단순 프로토콜을 사용하여 클라이언트에 저장된다. 이러한 부분들이 전송된 뒤에, 운영 체제는 부팅 과정 절차를 밟게 된다.

## 응용
초기부터 이러한 네트워크 부팅이 맥 어드레스의 TCP/IP와 TFTP프로토콜을 기반으로 작동되었지만,
점차 DHCP 그리고 NFS의 리소스들이 네트워크 인터페이스로 안정화되었다.
또한 RAM용량의 현격한 증가와 이더넷의 GB 속도의 발달로 리눅스를 기준으로했때 부트스트랩과 관련한 데이터용량이 1MB 정도라는 상황에서 이러한 응용은 네트워크 부팅의 필요성을 더욱 분명이 하는 영역에서 현저히 발전되었는데, 베오울프 클러스터의 경우가 그 예이다.
그러나 여전히 네트워크 부팅은 초기에서와 마찬가지로 부팅 디스크의 네트워크차원의 물리적 변화라는 성질을 가지고 있다.

## 같이 보기
- PXE
- 베오울프 클러스터